# Cyrtanthus attenuatus
Cyrtanthus attenuatus är en amaryllisväxtart som beskrevs av Robert Allen Dyer. Cyrtanthus attenuatus ingår i släktet Cyrtanthus, och familjen amaryllisväxter. Inga underarter finns listade i Catalogue of Life.